# John Paul McConnell
John Paul McConnell, ameriški general in vojaški pilot, Booneville, Arkansas, * 7. februar 1908, † 21. november 1986.